# Metoda Monda

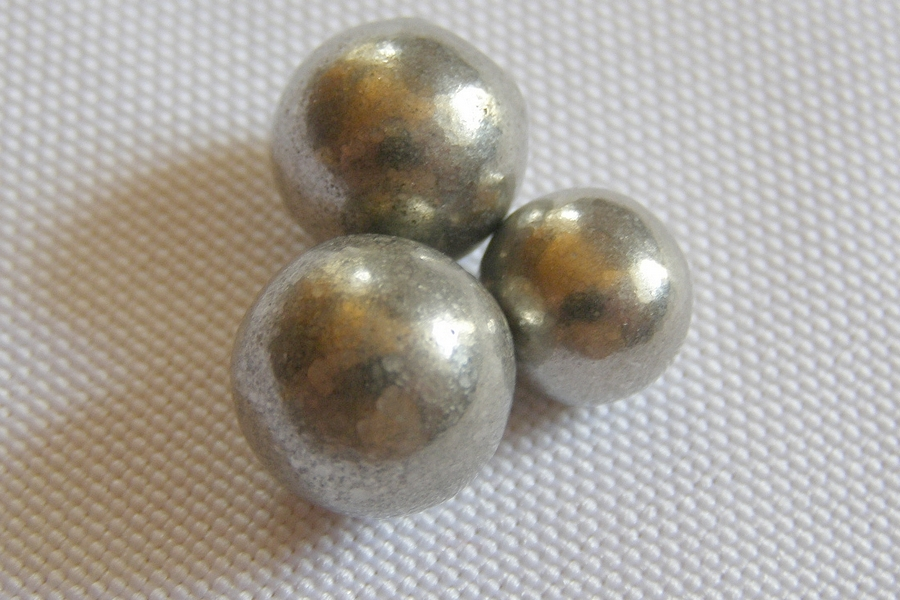
Kule niklu otrzymane za pomocą metody Monda

Metoda Monda, czasami nazywana metodą karbonylkową jest techniką ekstrakcji i oczyszczania niklu stworzoną w roku 1890 przez Ludwiga Monda. Proces był używany na skalę przemysłową już pod koniec XIX wieku. Proces polega na konwersji tlenków niklu do czystego metalu. Metoda wykorzystuje fakt, że tlenek węgla szybko i odwracalnie kompleksuje nikiel dając tetrakarbonylonikiel. Żaden inny pierwiastek nie tworzy karbonylków w tak łagodnych warunkach, jakie są wykorzystywane w metodzie.
Proces posiada trzy etapy:
1. Tlenek niklu reaguje z gazem syntezowym w temperaturze 200 °C, usuwając tlen, pozostawiając zanieczyszczony nikiel. Zanieczyszczeniami jest głównie żelazo i kobalt.
NiO (s) + H2 (g) → Ni (s) + H2O (g)
2. Zanieczyszczony nikiel reaguje z nadmiarem tlenku węgla w temperaturze 50–60 °C dając karbonylek niklu.
Ni (s) + 4 CO (g) → Ni(CO)4 (g)
3. Mieszanina nadmiaru tlenku węgla i karbonylku niklu jest ogrzewana do 220–250 °C. Przy ogrzaniu karbonylek niklu rozkłada się, dając nikiel:
Ni(CO)4 (g) → Ni (s) + 4 CO (g)
Rozkład karbonylku niklu może być modyfikowany, aby produktem był nikiel w postaci proszku, chociaż najczęściej otrzymuje się warstwę niklu na podłożu. Metoda ta może być również używana do pokrywania innych metali warstwą niklu, gdzie kształt przedmiotu lub jego ostre krawędzie mogą sprawiać problemy przy galwanostegii. Mimo że efekty są dobre to toksyczność procesu powoduje, że metoda nie jest stosowana w skali przemysłowej – takie elementy są obecnie powlekane galwanicznie za pomocą bezprądowego powlekania niklem.